# Еусебіо Кінтеро Лопес
Еусебіо Кінтеро Лопес (ісп. Eusebio Quintero López; 6 березня 1910 — 16 липня 2023) — колумбійський довгожитель, вік якого підтверджений Групою геронтологічних досліджень (GRG) та Групою LongeviQuest (LQ). Він був 2-м найстарішим живим чоловіком після Хуана Весенте Перес Мора, а також після смерті (Софії Рохас 30  липня 2022), він став найстарішою живою підтвердженою людиною в Колумбії, а також він входив до 15 найстаріших чоловіків у світі. Його вік становив 113 років, 132 дні.

## Біографія
Еусебіо Кінтеро Лопес народився 6 березня 1910 року в Віхесі, Вальє-дель-Каука, Колумбія, хоча він сам стверджує, що народився 15 березня. Його виховувала лише мати, тому він має прізвище матері.
Він одружився з Мелідою Барко у пари було 6 дітей. Багато років працював ковалем.
У віці 100 років він об'їхав своє місто на коні. У віці 106 років він жив зі своєю дочкою Еніт Кінтеро Барко, якій на той момент було 71 рік.
У свої 108 років він був розумово розвинений і все ще міг ходити без допомоги ходунків. У березні 2020 року йому виповнилося 110 років, на той момент у нього було 13 внуків, 12 правнуків та 8 праправнуків.
Він став найстарішою відомою (підтвердженою) живою людиною в Колумбії після смерті 114-річної Софії Рохас 30 липня 2022 року.
У серпні 2022 року він все ще міг ходити без допомоги ходунків і перебував у дуже ясній свідомості.
20 червня 2023 року GRG оголосила що вік Еусебіо Лопеса очікує перевірку.
Жив у Віхесі, Вальє-дель-Каука, Колумбія.
Еусебіо Кінтеро Лопес помер 16 липня 2023 року, у віці 113 років, 132 дні. Після його смерті найстарішою живою людиною в Колумбії став Ефраїн Антоніо Ріос Гарсія та став 2-м найстарішим живим чоловіком у світі після Хуана Вісенте Перес Мора.

## Рекорди довгожителя
- 30 липня 2022, після смерті Софії Рохас, Еусебіо Кінтеро Лопес став найстарішою людиною в Колумбії.
- 6 березня 2023 став 23-м підтвердженим чоловіком в історії та 418-м найстарішим у світі, який відсвяткував 113-річчя.